# Euphorbia carpatica
Euphorbia carpatica là một loài thực vật có hoa trong họ Đại kích. Loài này được Wol. mô tả khoa học đầu tiên năm 1892.